# Deed of Gift
The Deed of Gift av America's Cup är det primära instrumentet som styr reglerna för att göra en giltig utmaning för America's Cup och reglerna för tävlingarna. Den nuvarande versionen av Deed of Gift är den tredje översynen av den ursprungliga handlingen. Den ursprungliga handlingen skrevs 1852 och vidarebefordrades till New York Yacht Club den 8 juli 1857.